# Puente Internacional de la Concordia
El Puente Internacional de la Concordia es un puente carretero sobre el Río Cuareim, en la frontera entre Brasil y Uruguay. Es considerado como el puente con curva más largo de América del Sur.
Une las ciudades de Artigas (Uruguay) y Quaraí (Brasil), existiendo dos compañías de ómnibus (una uruguaya: COTUA, y una brasilera: NYSTROM) que hacen el recorrido del puente, llegando a las principales calles de las dos ciudades.
Tiene una extensión de 760 metros, estando la mayor parte en territorio uruguayo, un ancho de 11,6 metros (8,2 m para vehículos y dos aceras para peatones), y su altura es de 40 metros más o menos.
En épocas pasadas el traslado a la orilla se hacía en bote y en una balsa con capacidad para un carruaje con caballos. En la década de 1930 se inauguró una "calzada", que facilitaba la comunicación entre las ciudades, pero que a la mínima crecida del río se inundaba.
El proyecto del puente había sido convenido en una reunión mantenida en 1947 por los Presidentes Tomás Berreta (Uruguay) y Eurico Gaspar Dutra (Brasil). En 1950 se efectuó el canje de los instrumentos de ratificación del Convenio. Sin embargo, pasaron casi 2 décadas para que la obra se concretara.
Fue construido entre 1967 y 1968 por la empresa brasileña Sotege con sede en Río de Janeiro, e inaugurado el 3 de abril de 1968 con la presencia de los Presidentes Jorge Pacheco Areco de Uruguay y Artur da Costa e Silva de Brasil.

## Otras imágenes

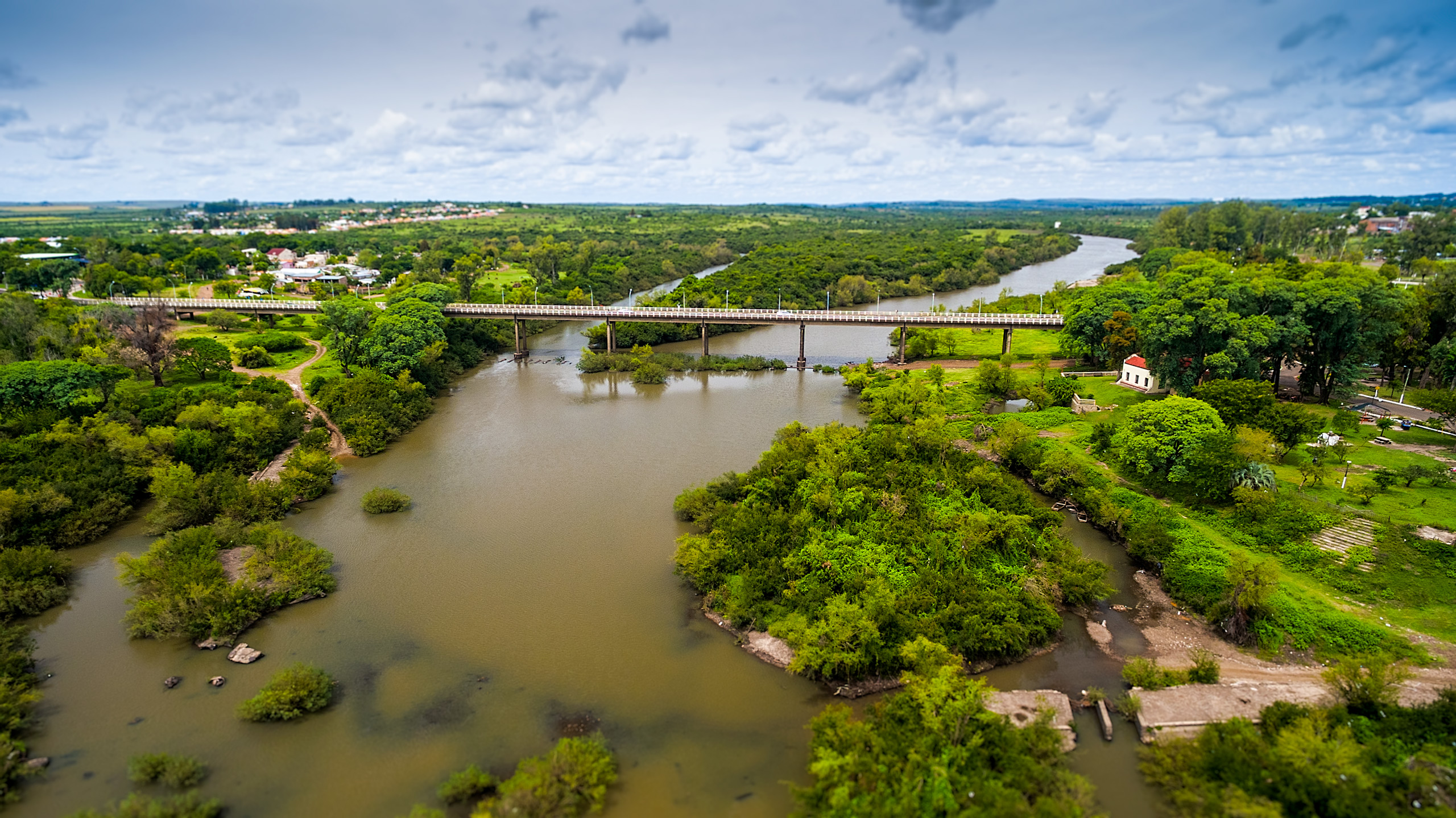
Puente de la Concordia
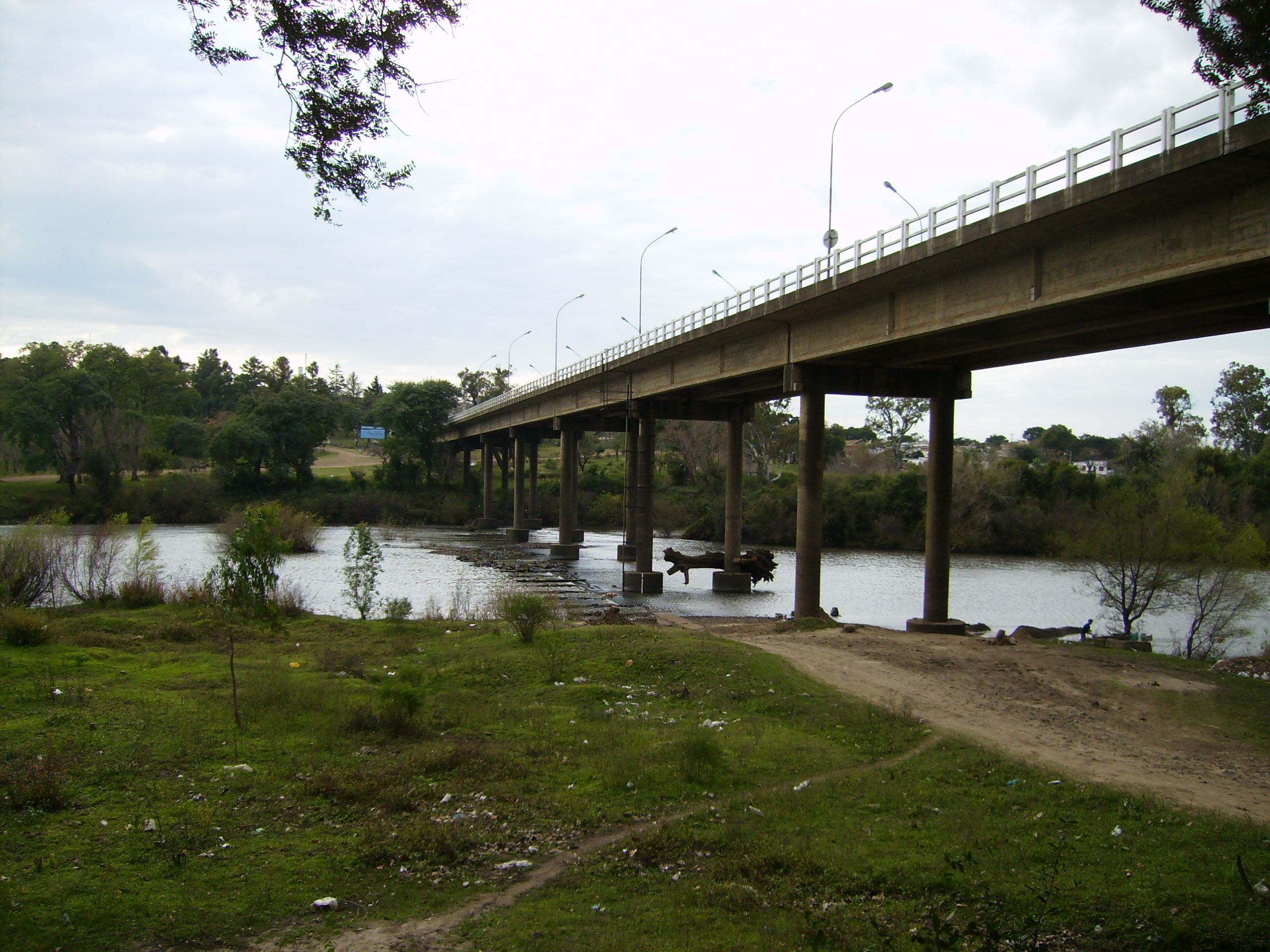
Puente de la Concordia